# Театр кукол
Теа́тр ку́кол, ку́кольный теа́тр — одна из разновидностей театрального искусства, где актёров заменяют управляемые людьми куклы. В Российской Федерации работают 143 кукольных театра.

## История

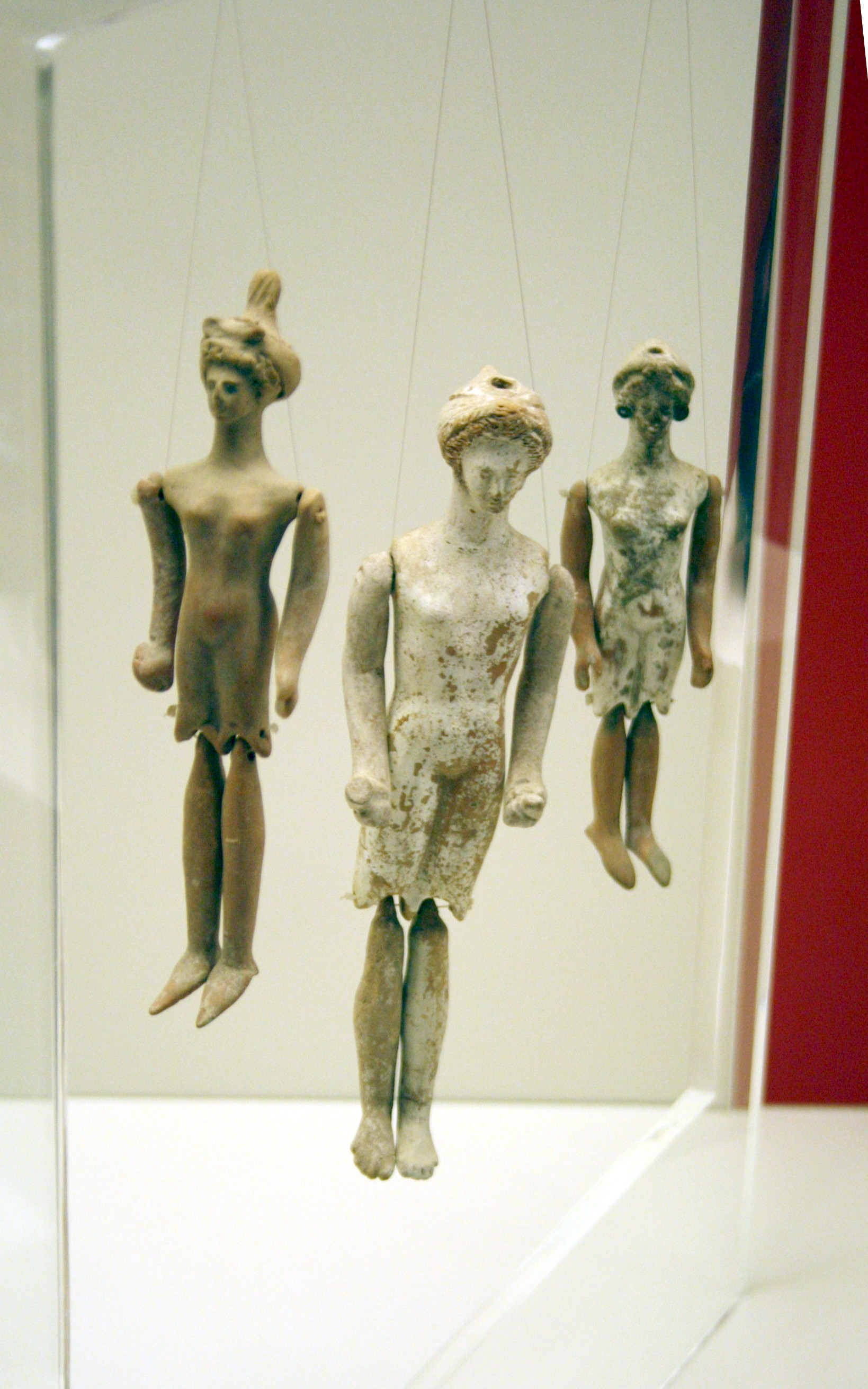
Древнегреческие терракотовые куклы, V—IV века до н. э., Национальный археологический музей (Афины)

Искусство кукольников зародилось в давние времена. В разных странах возникали свои, ставшие затем традиционными, виды кукол и типы представлений. Есть сведения о существовании ритуальных мистерий в Египте, во время которых женщины носили куклу Осириса. В Древней Греции кукольный театр существовал в эпоху эллинизма. Истоки кукольного театра — в языческих обрядах, играх с овеществлёнными богами. Упоминание об игровых куклах встречаются у Геродота, Ксенофонта, Аристотеля, Горация, Марка Аврелия, Апулея. Однако в Древнюю Грецию и Древний Рим кукольные представления, условно говоря, эстрадного типа и искусство театра кукол пришли с бродячими группами кукольников из Древней Индии (сухопутными и морскими путями через Древний Иран) и Древнего Китая.
Народные кукольные театры Древнего Рима родственны древнеримской комедии ателлане с комическим героем-шутом Макком, прообразом будущего Пульчинеллы.
Во Вьетнаме с древних времён существует Театр кукол на воде.

## Театр кукол
В спектаклях театра кукол внешность и физические действия персонажей изображаются и/или обозначаются, как правило, объёмными, полуобъёмными (барельефными, горельефными) и плоскими куклами-актёрами. Куклы-актёры обычно управляются и приводятся в движение людьми, актёрами-кукловодами, а иногда автоматическими механическими устройствами. В последнем случае куклы-актёры называются куклами-роботами.
Среди театров кукол различают три основных типа:
1. Театр верховых кукол (перчаточных, гапитно-тростевых и кукольных конструкций), управляемых снизу. Актёры-кукловоды в театрах этого типа обычно скрыты от зрителей ширмой, но бывает и так, что они не скрываются и видны зрителям целиком или на половину своего роста.
2. Театр низовых кукол (кукол-марионеток), управляемых сверху с помощью ниток, прутов или проволок. Актёры-кукловоды в театрах этого типа чаще всего тоже скрыты от зрителей, но не ширмой, а верхней занавеской или падугой. В некоторых случаях актёры-кукловоды, как и в театрах верховых кукол, видны зрителям целиком или на половину своего роста.
3. Театр срединных кукол, управляемых на уровне актёров-кукловодов. Срединные куклы бывают объёмными, управляемыми актёрами-кукловодами либо со стороны, либо изнутри (актёр-кукловод находится внутри кукол больших размеров). К числу срединных кукол относятся, в частности, куклы Театра теней. В таких театрах актёры-кукловоды не видны зрителям, так как находятся за экраном, на который проецируются тени от плоских или объёмных кукол-актёров. В качестве срединных кукол-актёров используются куклы-марионетки (они управляются сзади кукол видимыми или не видимыми зрителям актёрами-кукловодами), перчаточные куклы или куклы-актёры других конструкций. Как это происходит, например, в известной эстрадной миниатюре С. В. Образцова с кукольным малышом по имени Тяпа (перчаточная кукла, надетая на одну руку Образцова) и его отцом, роль которого играет сам Образцов.

В последнее время всё чаще театр кукол представляет собой сценическое взаимодействие актёров-кукловодов с куклами (актёры «играют в открытую», то есть не скрыты от зрителей ширмой или каким-либо иным объектом). В XX веке начало этому взаимодействию положил С. В. Образцов в эстрадной миниатюре, в которой действовали два персонажа: малыш по имени Тяпа и его отец. Но фактически подобные взаимодействия актёров-кукловодов и кукол-актёров привели к размыванию границ между кукольным и не кукольными видами пространственно-временного искусства. Профессиональные кукольники всё же призывают не злоупотреблять «третьим жанром», а использовать в основном выразительные средства, присущие театру кукол.
Специфическая самобытность искусства театра кукол и в целом кукольного пространственно-временного искусства образуется не только и не столько благодаря куклам-актёрам, сколько в силу единой совокупности многих особенностей. Причём, одни особенности свойственны кукольному искусству, а другие являются общими для кукольного искусства и всех или некоторых других видов пространственно-временного искусства. Например, такие общие особенности, как композиционное построение драматургической основы спектаклей: экспозиция, завязка, кульминация, развязка (или финал без развязки). Кроме того, широко используются общие жанры, реалистические и художественно-условные формы, пантомимический и не пантомимический варианты сценических действий.

### Вертеп
Традиционное общеевропейское рождественское кукольное представление, разыгрываемое в двухэтажном вертепном ящике, где на верхнем уровне изображалась история рождения Христа, а на нижнем — сцены из народной жизни. Первыми вертепниками были бурсаки-семинаристы. Аналоги вертепа в Польше — одноэтажная шопка, в Беларуси — трёхэтажная батлейка.

### Куклы

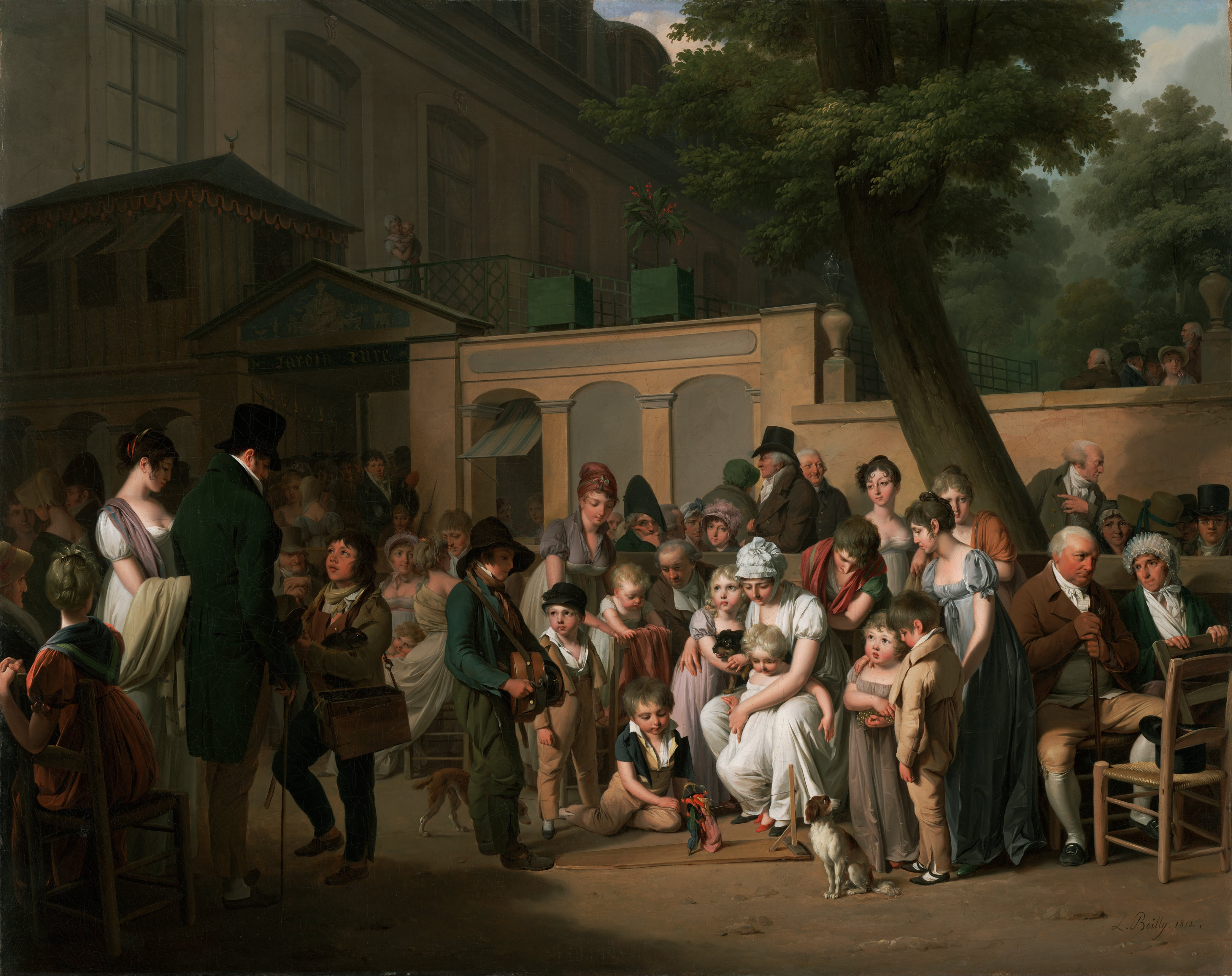
Луис-Леопольд Буальи - Вход в Жардин Турк, 1812. Куклы нанизаны на верёвочку, привязанную к ноге кукольника. Подергивая ногой, кукольник заставляет кукол двигаться. Представление сопровождается игрой на шарманке.

Многообразие форм представления в кукольном театре определяется разнообразием видов кукол и их систем управления. Различают куклы-марионетки, тростевые, перчаточные, планшетные. Куклы могут иметь размер от нескольких сантиметров до 2—3 метров.
Различие в формах представлений обуславливается, чаще всего, национальными традициями страны; задачами, которые поставлены перед актёрами режиссёром-постановщиком спектакля, а также взаимосвязью кукол и актёров с художественным оформлением спектакля.
Для искусства кукольного театра характерны: способность отражать яркие черты характера человека, убедительность иносказания и образная нарицательность. Это определяет включение в репертуар театров кукол сатирических, а в ряде стран Юго-Восточной Азии — героико-патетических представлений.

#### Виды кукол
- Марионетка (в том числе штоковая) — кукла, приводимая в движение актёром-кукловодом при помощи нитей, металлических прутьев или деревянных палочек.
- Гиньоль (петрушечная (перчаточная) кукла) — персонаж французского театра кукол, ярмарочного театра перчаточного типа.
- Кукла на вертикальном гапите — гапит закреплен вертикально, голова куклы изготавливается теми же способами, что и голова перчаточной. Точно так же надевается на руку актёра до локтя, что придает кукле значительную гибкость и подвижность.
- Кукла на горизонтальном гапите — гапит закреплен горизонтально.
- Гапитно-тростевая кукла
- Кукла на тростях — получила своё название от тростей, при помощи которых актёр управляет руками куклы. Тростевая кукла не надевается вплотную на руку актёра, как кукла-петрушка, а только управляется ею изнутри. Руки тростевой куклы, имеющие сгибы во всех сочленениях, могут повторить большинство жестов, свойственных человеку.
- Пятачковая кукла
- Вертепная — небольшая, малоподвижная кукла рождественского мистериального театра. Часто такие куклы не имеют ни рук, ни ног, а их лица — только намечены.
- Планшетная (выводная) кукла — театральная кукла, которая «умеет ходить» по планшету сцены. Некоторые разновидности планшетных кукол — паркетные куклы создаются в натуральный рост человека и выше и управляются ногами кукловода.
- Мимирующая — применяются главным образом в эстрадно-концертных номерах. Мимика у такого рода кукол бывает утрированно комическая, и даже при самом умелом обращении с такой куклой в мимике всегда будет много случайного.
- Кукла театра теней (в том числе яванская) — плоское изображение человека или животного, отбрасывающее тень на экран, который является сценой театра теней.
- Ростовая кукла
- Тантамареска — кукла с головой и, иногда, руками человека (кукловода) и кукольным телом. При помощи такой куклы отрабатывается мимика, эмоциональная выразительность речи и жестикуляция, выразительность движений.

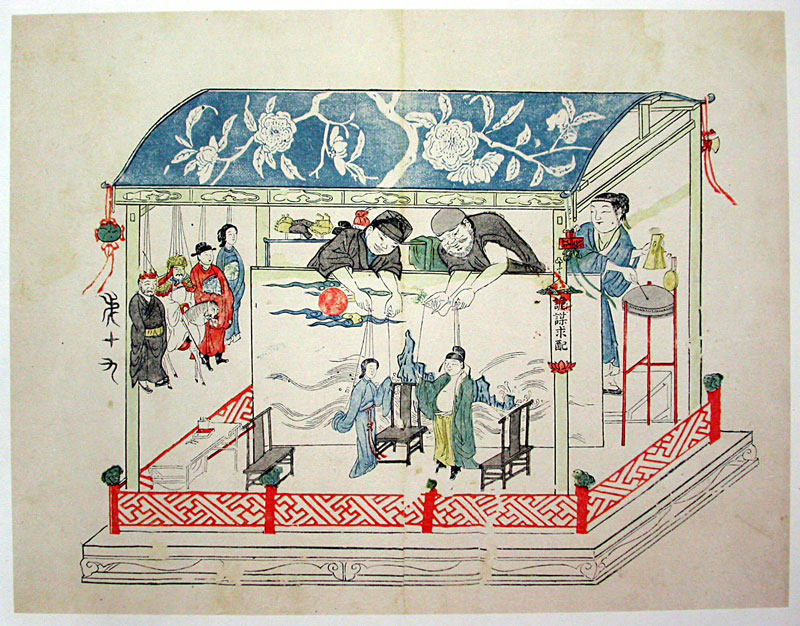
Китайские марионетки на гравюре 1640 года
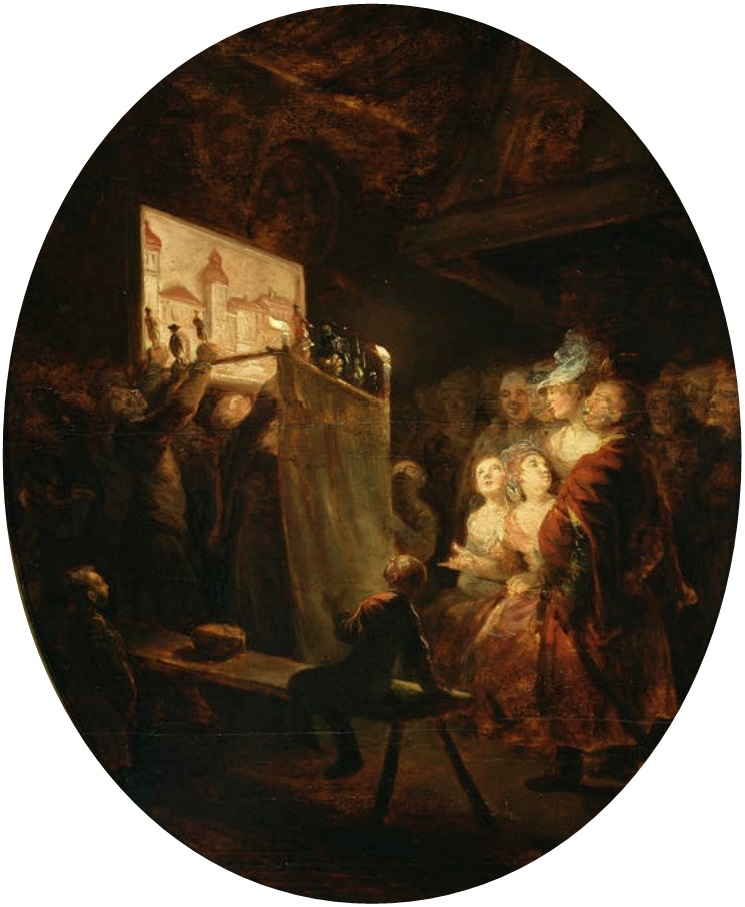
Жан-Пьер Норблен де ла Гурден - Польские марионетки, 1779/80 год. Национальный музей Варшавы
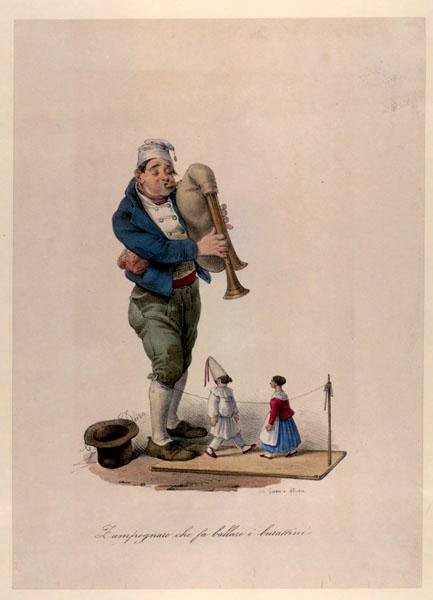
Волынщик и куклы, 1840. (Уличное представление кукольника в Италии)
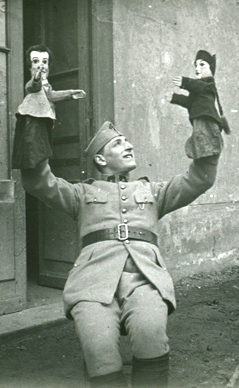
Две перчаточные куклы гиньоль, 1927 год, Франция.
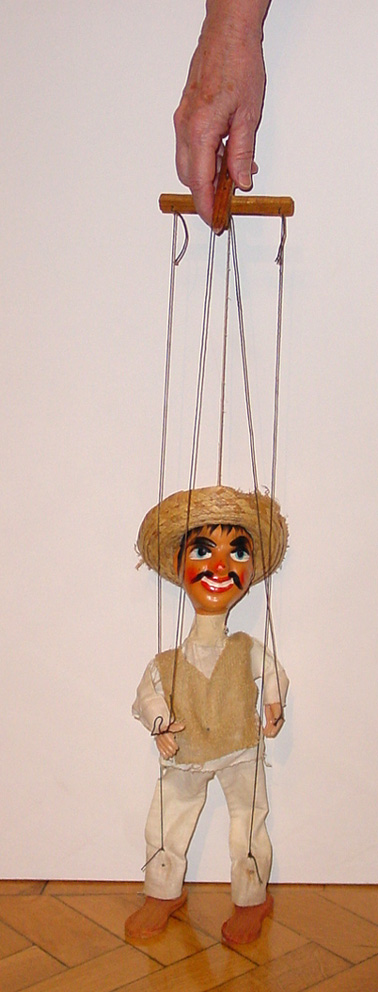
Кукла-марионетка

## Театр кукол в психологии
В 1990-х годах И. Я. Медведева и Т. Л. Шишова создали методику психологической коррекции, названной «драматической психоэлевацией», рассчитанную на детей с трудностями поведения и общения. Главный инструмент этой методики — кукольный театр.

## Инверсия в театре и танце
В театре и танце встречается инверсия образа куклы в изображении актёра или танцора, когда исполнитель намеренно имитирует движения куклы в целях создания художественного образа. Хореограф Мариус Петипа в либретто для балета «Щелкунчик» ввел персонаж — принца, которого злая фея превратила в деревянную куклу. Следуя либретто, танцор имитирует неловкие и угловатые движения куклы-щелкунчика. В танце брейк-данс имитация движения робота или механической куклы является составной частью общего рисунка танца и одной из его отличительных черт. В разделе брейк-данса Puppet (от англ. puppet; кукла-марионетка) — движения танцовщика представляют собой имитацию кукол-марионеток на верёвочках.

## Учебные заведения
В Российской Федерации подготовку специалистов для театра кукол осуществляют высшие учебные заведения:
- Волгоградский государственный институт искусств и культуры
- Екатеринбургский государственный театральный институт
- Российский государственный институт сценических искусств в  Санкт-Петербурге
- Ярославский государственный театральный институт имени Фирса Шишигина